# Gravidanza

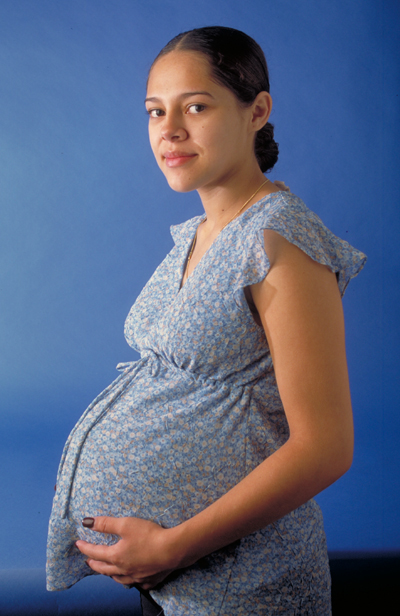
Una donna al terzo trimestre di gravidanza

La gravidanza, o gestazione, è lo stato della donna, e più in genere dell'esemplare di sesso femminile di una specie di mammiferi, che porta nel proprio utero il risultato della fecondazione. Il termine gravidanza deriva dall'aggettivo latino gravidus che significa "gravato, appesantito" (derivato a sua volta dall'agg. gravis "pesante"). La donna incinta viene detta gravida o pregna, in quanto porta dentro di sé un carico, un "peso" (gravedo).

## Inizio della gravidanza
Attualmente sussistono due diverse posizioni in merito all'inizio della gravidanza, situandolo in momenti diversi. 
- l'Organizzazione mondiale della sanità fissa l'inizio della gravidanza al momento dell'impianto dell'embrione nell'endometrio della parete uterina.[2]
- Per alcuni studiosi invece la gravidanza inizia con il concepimento, cioè coincide con il momento in cui lo spermatozoo incontra l'uovo maturo nella tuba e lo feconda.[3]

Tali posizioni diverse sono solo apparentemente formali e possono influenzare le decisioni legislative in materia di interruzione della gravidanza e di contraccezione post-coitale, e hanno ripercussiaoni su molti aspetti della bioetica.
La durata della gravidanza è di circa 280 giorni (40 settimane). Il conteggio delle settimane di gravidanza, risultando non sempre possibile determinare l'esatto momento del concepimento, avviene dal primo giorno dell'ultima mestruazione. Le beta-HCG, dosabili nel sangue e nelle urine, sostanze ormonali sulla base delle quali si diagnostica la gravidanza, sono evidenziabili dalla II settimana dal concepimento (IV settimana di età gestazionale).

## I vari momenti della gravidanza

### Fecondazione e periodo germinale
La fecondazione dell'ovulo da parte dello spermatozoo avviene di norma nel terzo esterno (parte ampollare) della tuba di Falloppio. Lo spermatozoo inizia le sue modificazioni già a livello uterino e con la sua maturazione funzionale detta capacitazione, acquista la capacità di perforare (con il rilascio di enzimi litici) la parete dell'ovulo e quindi di inserire nel suo citoplasma il DNA paterno.
In seguito, lo zigote così formato continua il suo percorso lungo la tuba sino ad arrivare nell'utero e nel frattempo procede il processo di fusione dei patrimoni ereditari dei due genitori (23 cromosomi materni e 23 cromosomi paterni). Questa fase dura circa 24 ore, e solo dopo inizia la segmentazione della cellula uovo fecondata in 2 cellule, poi in 4 e così via sino ad arrivare a 64, e nel frattempo lo zigote si impianta nell'endometrio uterino, che in questa fase del ciclo è pronto ad accoglierlo. In questo momento tutti gli autori sono concordi che si parla correttamente di embrione (per alcuni, come visto sopra, si parla di embrione già al momento della fecondazione).
Il periodo germinale inizia quindi con la fecondazione e termina 2 settimane dopo, con la segmentazione dello zigote e la formazione della blastocisti.

### Periodo embrionale

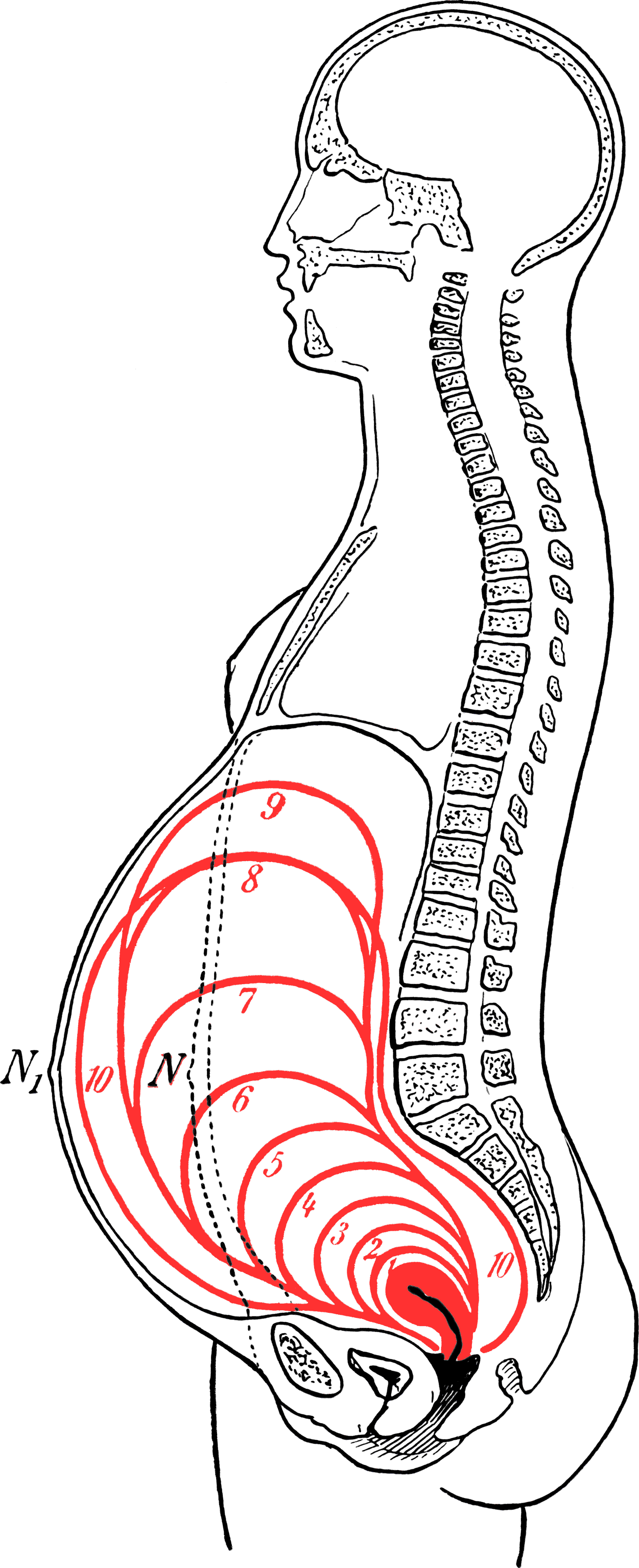
Accrescimento dimensionale durante i mesi di gravidanza (schema).

Il periodo embrionale è compreso tra le 2 e le 8 settimane. In questa fase l'embrione, che è formato da diversi foglietti embrionali, inizia ad abbozzare e a differenziare tutti i principali apparati che dovranno costituire l'organismo umano (ectoderma, mesoderma ed endoderma).
- Il momento di inizio, dal punto di vista terminologico è oggetto di discussione. Il termine embrione viene utilizzato talora con significati leggermente diversi fra loro. Le prime fasi dello sviluppo, in biologia, prendono il nome di: zigote, morula, blastula e gastrula.

Con la fine del periodo embrionale si ha un abbozzo o uno sviluppo quasi completo di alcuni apparati e anche di alcuni organi.
- apparato tegumentario: si origina dall'ectoderma. Alla fine del periodo è ad un buon grado di sviluppo.
- apparato locomotore (scheletrico e muscolare): si origina dal mesoderma.
- apparato respiratorio: si origina dall'endoderma.
- apparato circolatorio: si origina dal mesoderma. Alla fine della 7ª–8ª settimana il cuore è funzionante.
- apparato digerente: si origina dall'endoderma.
- apparato genitale e apparato urinario: si origina dal mesoderma.
- apparato endocrino: si origina dall'endoderma.
- sistema nervoso: si origina dall'ectoderma. Attorno alla 4ª settimana esiste un primo abbozzo, ma la complessità del sistema rende questo sviluppo praticamente continuo e non completato neppure al momento della nascita.[5]

### Periodo fetale

William Hunter, Anatomia uteri humani gravidi tabulis illustrata, 1774

A partire dalla 8ª settimana circa si inizia a parlare correttamente di feto (sino a pochi anni fa tale limite era fissato attorno ai 3 mesi).
Tutti gli organi e gli apparati o sistemi arrivano pian piano alla loro struttura semidefinitiva, tale da permettere, al momento della nascita, una autonomia fisiologica dell'organismo.
- apparato tegumentario
- apparato locomotore (scheletrico e muscolare)
- apparato respiratorio
- apparato circolatorio
- apparato digerente
- apparato genitale ed urinario
- apparato endocrino
- apparato (o sistema) nervoso – Come accennato nel paragrafo della fase embrionale, è il sistema nervoso la parte più complessa e che subisce i cambiamenti più importanti di questa fase, oggetto di studio delle moderne Neuroscienze. Su questo processo molto delicato incidono fortemente gli stili di vita della futura madre sul processo. Ad esempio l'uso di alcolici, il fumo, i farmaci e l'uso di droghe possono avere effetti sullo sviluppo del sistema nervoso e dell'organismo in genere.

Per sintetizzare i momenti di tale sviluppo si elencano di seguito i passaggi fondamentali:
1. Proliferazione (da 3 settimane a 2 mesi): i neuroni vengono prodotti in modo omogeneo al ritmo di 250.000 al minuto, in misura molto superiore alle necessità.
2. Migrazione (entro 6 mesi): grazie alla funzione di sostegno della glia, i neuroni si dispongono nel tubo neurale (i più interni sono i primi) e cominciano a differenziarsi a seconda degli stimoli esterni.
3. Sinaptogenesi (fin dopo la nascita): le cellule nervose cominciano a legarsi tra di loro tramite sinapsi.
4. Morte cellulare: l'organismo effettua una selezione naturale dei neuroni
5. Riorganizzazione sinapsi: i collegamenti che si formano sono in parte casuali. Le sinapsi continueranno a formarsi fino alla radicale potatura a 11-12 anni.

Le aree del cervello si cominciano a formare a partire dall'interno. Prima si completano le aree primarie, poi le aree associative e infine le aree prefrontali, di integrazione visiva e di riconoscimento dei volti.
L'ultima fase è la mielinizzazione, ossia l'isolamento degli assoni neuronali con la guaina mielinica, una sostanza che fa da isolante e permette un passaggio efficace dei segnali elettrici.

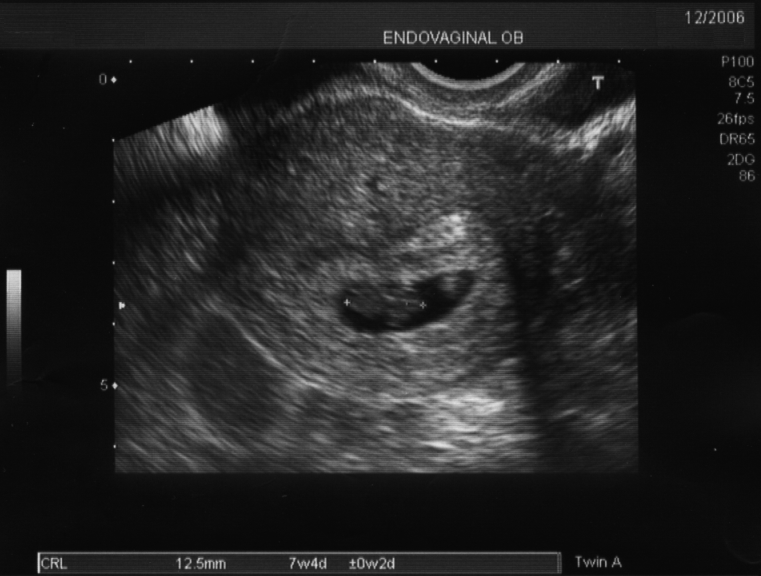
7 settimane
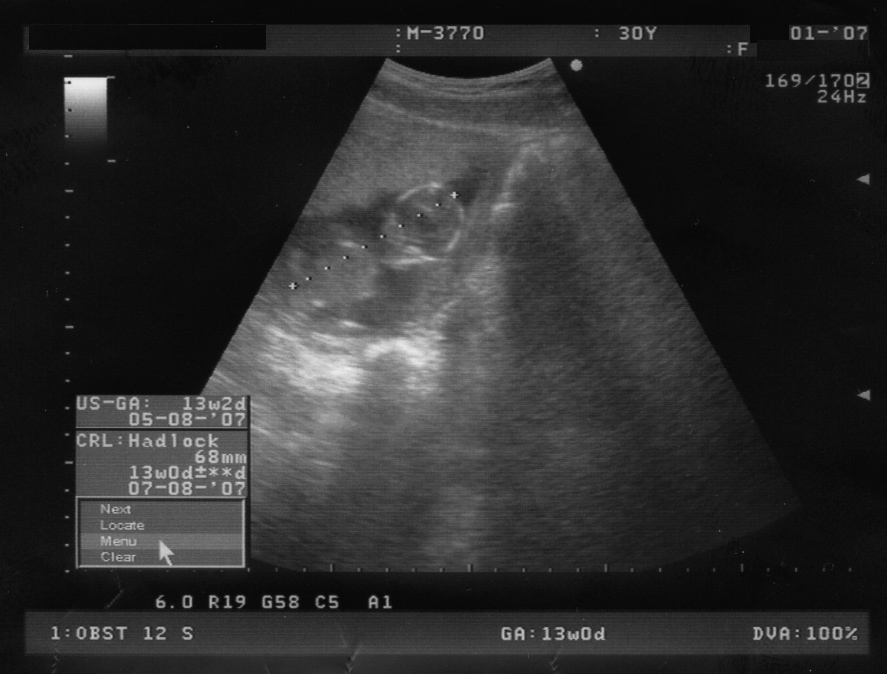
Movimenti fetali in ecografia 3D a 12 settimane
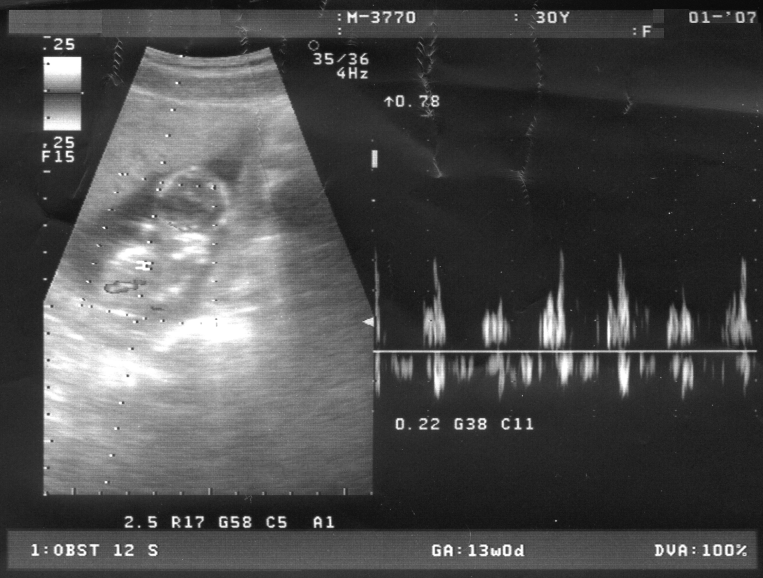
13 settimane
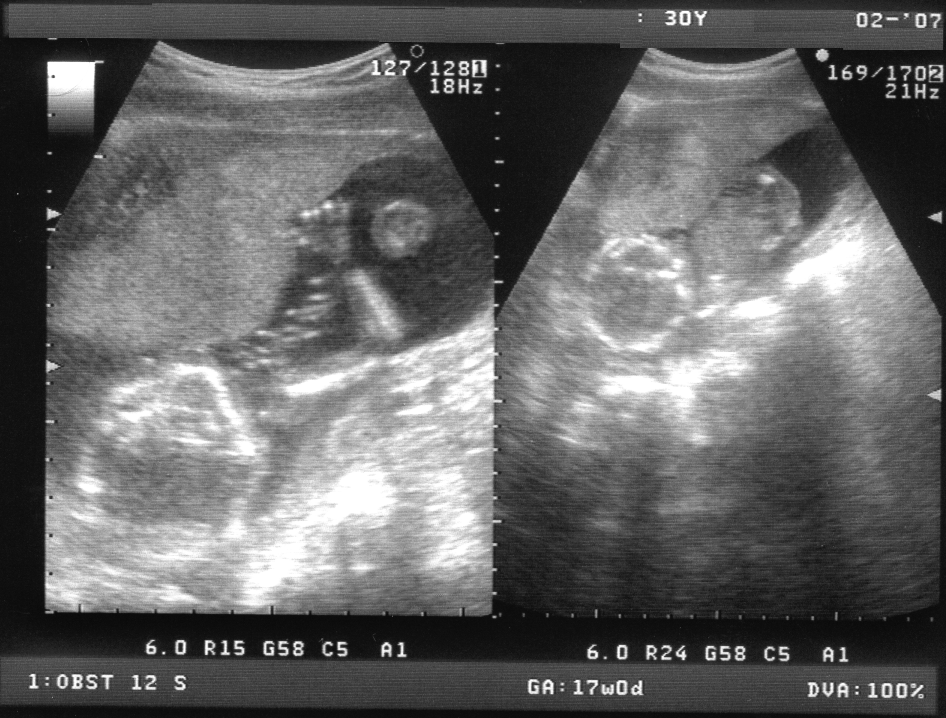
13 settimane
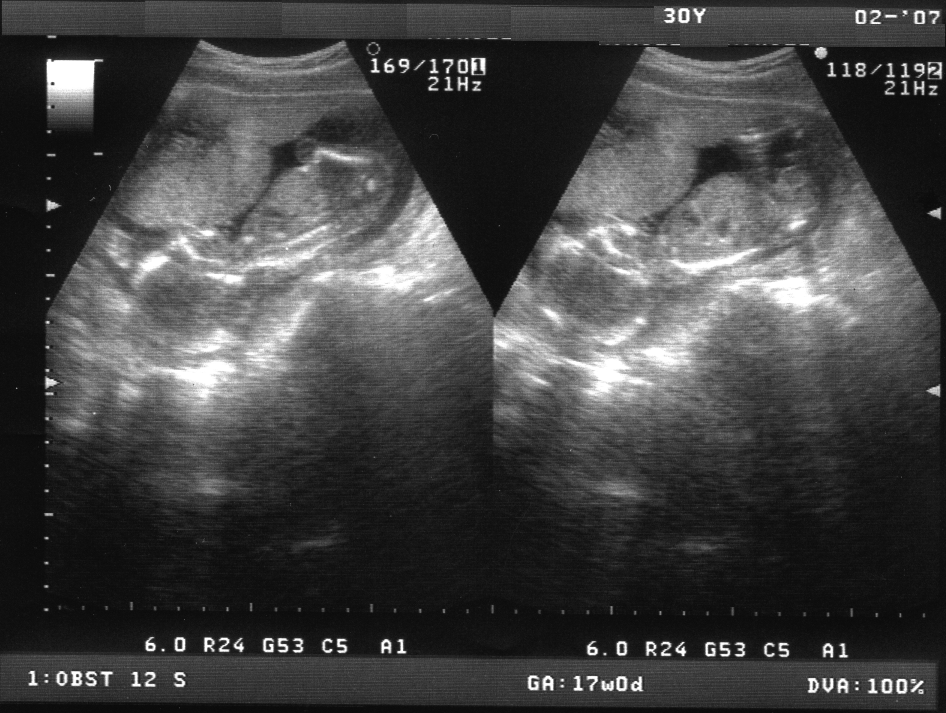
17 settimane
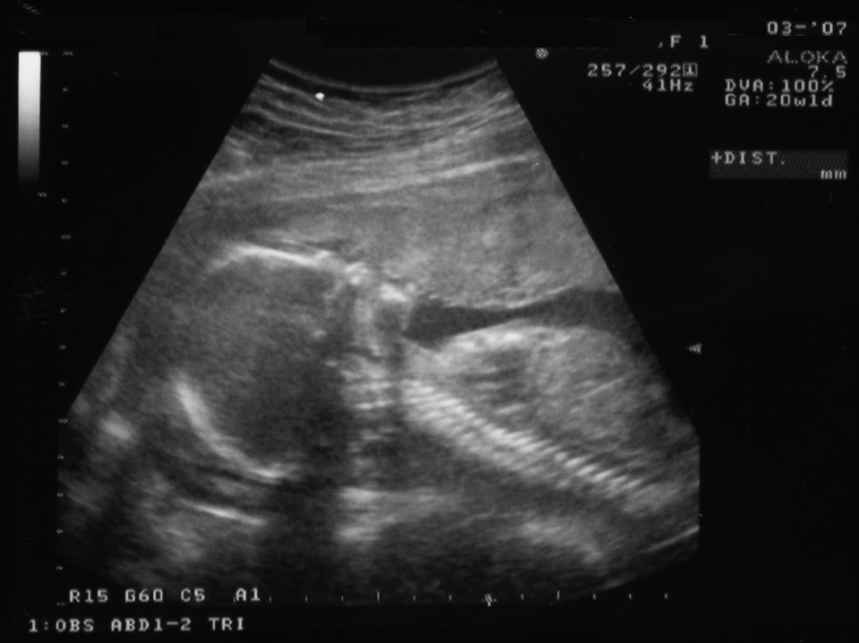
17 settimane
- 20 settimane

### Parto
Si definisce parto l'espulsione spontanea o l'estrazione strumentale del feto e degli annessi fetali dall'utero materno.
Il termine può riferirsi sia all'essere umano come alle altre specie di mammiferi.
Il parto cesareo rappresenta una procedura chirurgica che comporta l'estrazione del feto dall'utero materno mediante un'incisione praticata nell'addome della madre. Tale metodo di nascita può essere programmato o diventare indispensabile in circostanze d'emergenza, al fine di garantire la sicurezza e il benessere sia della madre che del neonato.

## Metodi anticoncezionali
Esistono metodi antichi e moderni per prevenire la gravidanza o per interromperla una volta che è iniziata. Tali metodi sono oggetto di riflessione etica e la legislazione che li riguarda riflette le posizioni diversificate esistenti. In questa sede non si entra nel merito specifico, ma si rimanda, per approfondimenti, alle seguenti voci:
- Contraccezione
- Legislazioni sull'aborto
- Bioetica
- Bioetica e religioni